# 드라큐라 - 어둠의 왕자
드라큐라 - 어둠의 왕자(Dracula - Prince Of Darkness)는 미국에서 제작된 테런스 피셔 감독의 1966년 영화이다. 크리스토퍼 리 등이 주연으로 출연하였고 안소니 넬슨 케이스 등이 제작에 참여하였다.

## 출연

### 주연
- 크리스토퍼 리
- 바바라 쉘리

### 조연
- 앤드류 케이어
- 프란시스 매튜즈
- 수잔 파머
- 버드 팅웰
- 쏘리 월터스
- 필립 레덤
- 월터 브라운
- 조지 우드브리지
- 잭 램버트
- 필립 레이
- 존 맥심
- 피터 커싱

## 제작진
- 미술: 버나드 로빈슨